# بخش ناندد
بخش ناندد (به انگلیسی: Nanded district) یک منطقهٔ مسکونی در هند است که در بخش اورنگ آباد واقع شده‌است. بخش ناندد ۱۰٬۵۲۸ کیلومتر مربع مساحت و ۳٬۳۶۱٬۲۹۲ نفر جمعیت دارد.